# Андреј Костић
Андреј Костић (Београд, 2. новембар 2006) српски је кошаркаш. Игра на позицијама плејмејкера и бека, а тренутно наступа за Црвену звезду и Динамик.

## Каријера

### Kлупска
Дана 8. јула 2024. године потписао је четворогодишњи уговор са Црвеном звездом. Почетком октобра исте године објављено је да ће Костић, према правилу о двојној регистрацији, у сезони 2024/25. наступати и за Динамик.

## Успеси

### Клупски
- Црвена звезда:
  - Првенство Србије (1): 2023/24.
  - Куп Радивоја Кораћа (2): 2024, 2025.

### Репрезентативни
- Европско првенство до 18 година: 
  -  2023.
  -  2024.